# El corazón helado
El corazón helado es una novela de la escritora madrileña Almudena Grandes editada por Tusquets en el año 2007.
Ganadora del Premio José Manuel Lara en 2008.

## La novela

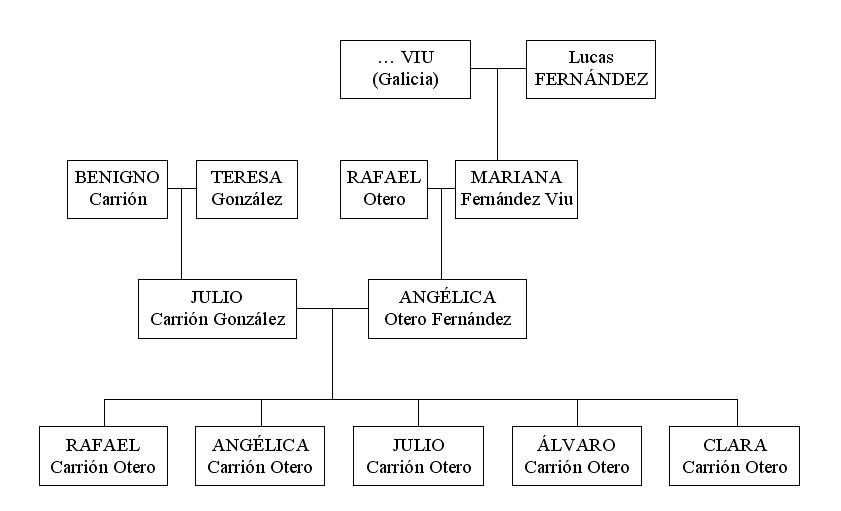
Árbol genealógico de la familia de Álvaro.

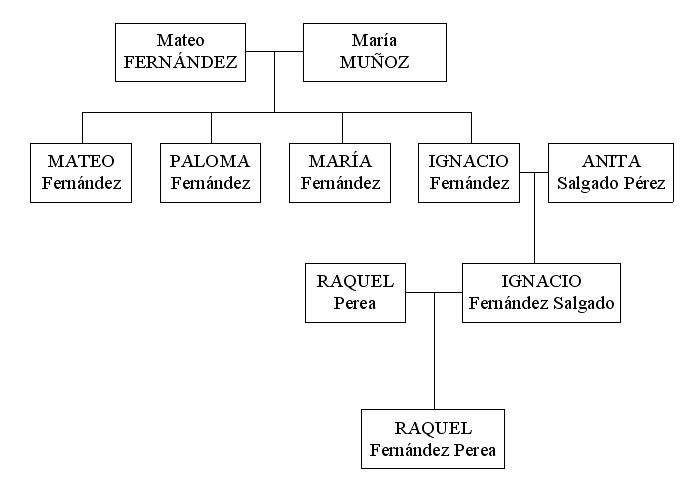
Árbol genealógico de la familia de Raquel.

El corazón helado se divide en tres partes: El corazón, El hielo y El corazón helado, siendo la más extensa la segunda parte. En total, la novela consta de 919 páginas, a las que hay que añadir las diez últimas que constituyen Al otro lado del hielo, una parte en la que la escritora ha contado anécdotas acerca de la novela, además de incluir los agradecimientos.

## Consideraciones
Almudena Grandes preparaba esta novela desde el año 2002. Leyó para documentarse más de 200 libros sobre la guerra civil española y recogió testimonios orales.

## Argumento
Durante el entierro de su padre, poderoso hombre de negocios, Álvaro Carrión divisa a lo lejos a una extraña mujer a la que nunca ha visto. Esa mujer no es otra que Raquel Fernández, nieta de un exiliado a Francia tras el triunfo fascista en España de 1939. Ambos personajes, que se sienten atraídos casi desde el primer momento, tendrán que luchar contra un pasado que comparten, contra una época de nuestra historia que, todavía hoy, influirá en sus vidas de manera decisiva.

## Personajes
Partiendo de la relación entre Álvaro Carrión y Raquel Fernández, la novela recrea el pasado de las familias de ambos personajes; la de Álvaro, de tendencia falangista y la de Raquel claramente republicana, cuya familia se vio obligada a huir a Francia durante la guerra civil, donde tuvo que permanecer toda la dictadura franquista. En los árboles genealógicos que se incluyen a continuación, se detallan los antepasados y parientes principales de ambos personajes que aparecen en la novela.